# Skarpan boogie mixtape
Skarpan boogie mixtape är ett musikalbum av Mächy som släpptes 2014.

## Låtlista
| Spår | Titel                                        | Tid   |
| ---- | -------------------------------------------- | ----- |
| 1    | Skarpan boogie                               | 01:53 |
| 2    | Till d här - Martin Zamora, Bim              | 03:05 |
| 3    | Dötid - SmoJo                                | 03:37 |
| 4    | Inget är sant - Nomaden, Jimmy Pistol        | 03:41 |
| 5    | Samma skrot och korn                         | 03:36 |
| 6    | Den där rapskiten - Toffer                   | 03:15 |
| 7    | Öl. vin & grogg - Östblockarn, Queff, Toffer | 04:42 |
| 8    | Bor kvar här - Onda, Antabuz                 | 04:35 |
| 9    | Gilla läget                                  | 02:59 |